# Anna Watkins
Anna Watkins (nazwisko panieńskie: Bebington; ur. 13 lutego 1983 w Leek) – brytyjska wioślarka, mistrzyni olimpijska, dwukrotna mistrzyni świata.

## Osiągnięcia
- Puchar Świata 2004:
  - I etap: Monachium – czwórka bez sternika – 1. miejsce[2].
- Światowe Regaty U-23 – Poznań 2004 – czwórka bez sternika – 1. miejsce[2].
- Puchar Świata 2005:
  - I etap: Eton – ósemka – 3. miejsce[2].
  - III etap: Lucerna – dwójka bez sternika – 8. miejsce[2].
- Mistrzostwa Świata U-23 – Amsterdam 2005 – dwójka bez sternika – 3. miejsce[2].
- Mistrzostwa Świata – Gifu 2005 – ósemka – 5. miejsce[2].
- Puchar Świata 2006:
  - I etap: Monachium – dwójka podwójna – 1. miejsce[2].
  - II etap: Poznań – dwójka podwójna – 5. miejsce[2].
  - III etap: Lucerna – dwójka podwójna – 2. miejsce[2].
- Mistrzostwa Świata – Eton 2006 – dwójka podwójna – 4. miejsce[2].
- Puchar Świata 2007:
  - III etap: Lucerna – dwójka podwójna – 4. miejsce[2].
- Mistrzostwa Świata – Monachium 2007 – dwójka podwójna – 2. miejsce[2].
- Puchar Świata 2008:
  - II etap: Lucerna – dwójka podwójna – 5. miejsce[2].
  - III etap: Poznań – dwójka podwójna – 1. miejsce[2].
- Igrzyska Olimpijskie – Pekin 2008 – dwójka podwójna – 3. miejsce[2].
- Puchar Świata 2009:
  - I etap: Banyoles – dwójka podwójna – 1. miejsce[2].
  - I etap: Banyoles – czwórka podwójna – 1. miejsce[2].
  - II etap: Monachium – dwójka podwójna – 3. miejsce[2].
  - III etap: Lucerna – dwójka podwójna – 7. miejsce[2].
- Mistrzostwa Świata – Poznań 2009 – dwójka podwójna – 2. miejsce[2].
- Mistrzostwa Świata – Hamilton 2010 – dwójka podwójna – 1. miejsce[2].
- Mistrzostwa Świata – Bled 2011 – dwójka podwójna – 1. miejsce[2].
- Igrzyska Olimpijskie – Londyn 2012 – dwójka podwójna – 1. miejsce